# Os Três Porquinhos

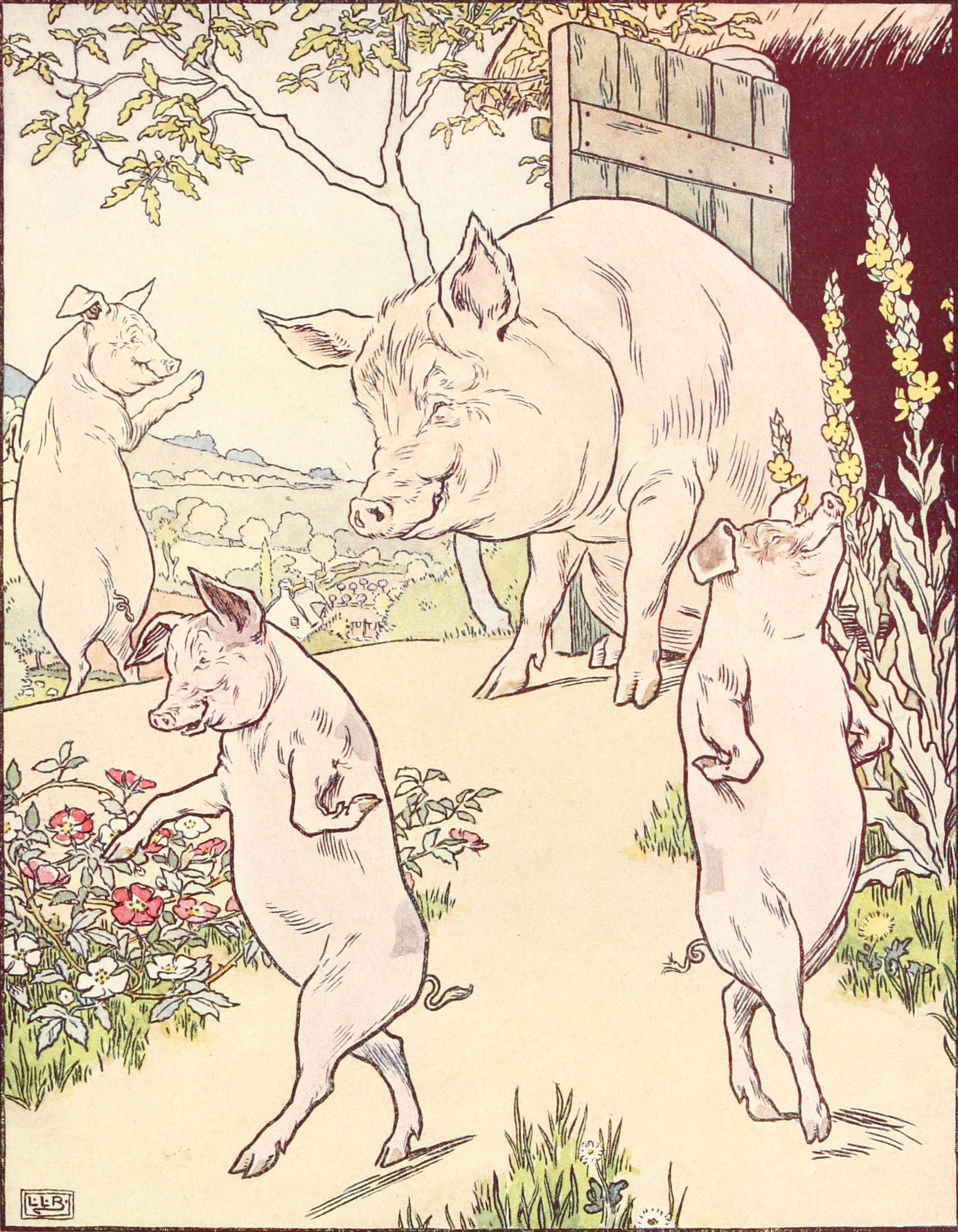
Os três porquinhos com sua mãe

Os Três Porquinhos é uma fábula cujos personagens são exclusivamente animais. As primeiras edições do conto datam do século XVIII, porém imagina-se que a história seja muito mais antiga.

## Origem
O conto foi divulgado por Joseph Jacobs, escritor nascido em Sydney, Austrália, em 1853. Morou nos Estados Unidos e Inglaterra. Estudou e publicou contos do folclore inglês durante sua permanência naquele país, sendo mais conhecido por sua grande contribuição para a literatura infantil. Entre seus livros estão: "A História dos Três. Porquinhos" (um dos mais populares), "Contos de Fadas Celtas", "Contos de Fadas Indianos", "Fábulas do Esopo", "Contos de Fadas Ingleses" e outros.
A história dos Três Porquinhos já era conhecida na Inglaterra e Jacobs, como folclorista, resgatou contos tradicionais e transformou em livros. O sucesso para Jacobs foi a utilização de uma linguagem clara e feita para a literatura infantil.

## História
Os personagens do conto são três porquinhos - Prático, Heitor e Cícero. Cícero, o mais preguiçoso, não se queria cansar e construiu uma cabana de bambu, palha, feno e pilhas de lama. Heitor, decidiu construir uma cabana de madeira sem usar os devidos pregos de aço, enquanto Prático optou por construir uma casa melhor estruturada, com cimento, tijolos, pedra e vidro. Como a sua casa demorou mais tempo para ser construída, Prático muitas vezes via os irmãos se divertindo enquanto se esforçava para terminar o trabalho. 
Um dia, um lobo surgiu e bateu na porta da casa de Cícero na cabana de palha, que se escondeu. Mas o lobo, com um sopro forte, desfez a casa. Enquanto Cícero fugia, o lobo então sai e foi bater na porta de Heitor o da casa de madeira e, com dois sopros fortes, destruiu também a cabana de madeira.
Heitor fugiu para a casa de Prático, onde Cícero se encontrou com o dono. O lobo então foi à casa de Prático e soprou, soprou, soprou, mas não conseguiu derrubá-la. Após muitas tentativas, o lobo decidiu esperar a chegada da noite.
Quando anoiteceu, o lobo foi tentar entrar na casa descendo pela chaminé, mas começou a sentir cheiro de queimado. Com uma panela, que estava a queimar a cauda do lobo. O lobo então fugiu assustado e nunca mais voltou, e eles viveram felizes para sempre.

## Outras versões da história
- Na versão tradicional, o lobo devora os 2 porquinhos quando sopra a casa de palha e a casa de madeira, o terceiro porquinho coloca um caldeirão de água fervendo na lareira e cozinha o lobo à noite.
- Em outra versão, o lobo fica cansado e desmaia depois de tentar derrubar a casa de tijolo e os porquinhos sobrevivem em ambos os casos.
- Na versão original, o lobo foi tentar entrar na casa descendo pela chaminé, mas cai no caldeirão e morre. Depois, o terceiro porquinho, aproveitando, faz uma sopa com o corpo do lobo e os três irmãos comem ela no jantar.[1]

## Outras mídias
- O conto se tornou mais conhecido graças à versão em animação feita da Disney de 1933. De acordo com essa versão, os porquinhos são chamados Fifer Pig, Fiddler Pig e Practical Pig que no Brasil receberam os nomes de Cícero, Heitor e Prático.
- Na série espanhola Sandra, detective de cuentos, Sandra e Fo salvam os três porquinhos do lobo mau em plena noite.
- No epísódio do Pica-Pau chamado Os Três Pica-Paus, Toquinho mora numa árvore de palha, Lasquita mora numa árvore de madeira e Pica-Pau numa árvore petrificada. Mas de repente, um lobo muito malandro planeja comer os pica-paus.
- No seriado As Aventuras de Miau, no episódio Os 3 Amiguinhos, Miau, Bu e Lalá saíram para acampar perto de um lago nos campos floridos, mas o lobo quer expulsá-los de lá. No final, ele aprende a lição e deixa todo mundo brincar no lago.
- Um dos três porquinhos aparece no jogo The Wolf Among Us, como um personagem coadjuvante
- Há uma das animações baseadas em contos feitas pela Vídeo Brinquedo baseada nesse conto, onde os Três porquinhos são chamados de Palhares, Carvalho e Pedro ao invés dos nomes originais.